# Wilhelm Ernst Kusterer
Wilhelm Ernst Kusterer (* 8. Februar 1922 in Salmbach; † 14. Juli 2017 in Pforzheim) war ein deutscher SS-Unterscharführer, der in Italien als Kriegsverbrecher verurteilt wurde.
Kusterer war zum 8. Juli 1940 der Waffen-SS beigetreten und wurde zum 1. Mai 1943 zum Unterscharführer befördert. Er war 22 Jahre lang für die SPD Mitglied des Gemeinderats in seiner Heimatgemeinde Engelsbrand, Baden-Württemberg. Er betätigte sich als Schwarzwälder Mundartdichter und Heimatforscher. Auf seine Initiative hin wurde im Jahr 1978 das Waldhufen-Heimatmuseum in den Räumen des Rathauses von Salmbach gegründet, dessen Leiter er war.
Kusterer wurde in Abwesenheit von einem italienischen Militärgericht in La Spezia für seine Beteiligung am Massaker von Marzabotto zunächst freigesprochen, im Jahr 2008 jedoch im Berufungsverfahren rechtskräftig wegen Totschlags zu lebenslanger Haft, welche er nie antrat, und zur Zahlung von Schadenersatz verurteilt.
Im März 2016 wurde den Nachkommen der Opfer durch einen Presseartikel bekannt, dass Kusterer noch in Engelsbrand lebt und etwa ein Jahr zuvor eine Ehrenmedaille für sein Engagement in der Gemeinde erhalten hatte. Die Hintergründe und die von Parlamentariern und in der weltweiten Presse geäußerte Kritik sollten in einer für den 18. März 2016 anberaumten Sondersitzung des Gemeinderates geprüft und beraten werden. Diese Sondersitzung wurde jedoch abgesagt, da Kusterer sich nach Rücksprache mit seinem Rechtsanwalt entschieden hatte, die Auszeichnung am 15. März 2016 zurückzugeben. Die Gemeinde erklärte, zum Zeitpunkt der Auszeichnung von der Verurteilung in Italien und der Beteiligung Kusterers an den Kriegsverbrechen keine Kenntnis gehabt zu haben.
Die Bundesregierung distanzierte sich durch die deutsche Botschafterin in Rom bereits vor der Rückgabe der Ehrung von ebendieser. Die Staatsanwaltschaft Stuttgart ermittelte seit Juli 2013 wegen Mordverdachts gegen Kusterer.
Medien berichteten im Juni 2016, unter anderem unter Berufung auf Associated Press, das Verfahren gegen den 94 Jahre alten Kusterer sei aus Gesundheitsgründen eingestellt. Kusterer sei inzwischen schwer pflegebedürftig. Auch habe ein Sprecher der Staatsanwaltschaft angegeben, die Beweislage sei für eine Verurteilung nicht ausreichend. Die bloße Mitgliedschaft in einer an dem Einsatz beteiligten Einheit sei kein Beweis der Schuld. Kusterer selbst hatte eingeräumt, an dem Einsatz beteiligt gewesen zu sein. Dass es dabei zu „Sauereien“ gekommen sei, habe er erst im Nachhinein erfahren.
Laut Gemeindebrief der evangelischen Kirchengemeinden Engelsbrand, Grunbach, Salmbach verstarb Kusterer am 14. Juli 2017 im Alter von 95 Jahren.